# 長い直線
位相幾何学における長い直線（ながいちょくせん、英: long line） もしくはアレキサンドロフ直線（アレキサンドロフちょくせん、英: Alexandroff line）は、局所的には実数直線によく似ているが、大域的には「もっと長い」位相空間である。
長い直線は多様体の公理のうち、第二可算公理以外の全ての公理を満たす。（第二可算公理も満たす一次元多様体は R と S1 のみである）。

## 定義
長い閉半直線 (closed long ray) L は、最小の非可算順序数 ω1と区間 [0, 1) との直積を台集合として、辞書式順序の誘導する順序位相をいれた位相空間として定義される。長い開半直線 (open long ray)は、L から最小元 (0,0) を除いて得られる。
長い直線 (long line) は、直観的には互いに逆方向にのびる二つの長い半直線を端でつなげてできる。より厳密には、（逆順序を備えるという意味で）「逆向き」の長い開半直線と長い閉半直線との（集合論的）直和を台集合として、前者の元は必ず後者の元よりも小さいとして定まる全順序（から得られる順序位相）を備えた空間として得られる。あるいは、長い開半直線の二つの複写をとり、双方の長い直線上の開区間 {0} × (0, 1) について、一方を他方に逆向きに張り合わせることによって得られる位相空間と言ってもよい。これはつまり、一方の長い直線上の（0 < t < 1 なる t に対する）点 (0, t) と他方の長い直線上の点 (0, 1 − t) とを同一視するような同値関係に関する商を考えるということである。前者の構成では、長い直線に入る順序関係がはっきりしていて、その位相が順序位相であるということがわかりやすいという利点がある。一方、後者の構成では位相的な議論がしやすいという点で有利である。
直観的には、長い閉半直線は一つの方向に「長い」ことを除いて閉半直線とよく似たものであり（長い閉半直線の一方の端は長く、他方の端は閉じている）、長い開半直線は一つの方向に「長い」ことを除いて開半直線（あるいは実数直線といってもいいが）とよく似ている（長い開半直線の一方の端は長く、他方の端は短くて開いている）。長い直線は実数直線よりも両端がともに長い。ただし、長い（閉あるいは開）半直線など、各種の長い空間を区別せずにひとくちに「長い直線」と呼ぶことも珍しくはない。ある種の例や反例としてこのような空間を考える際には、一方の端が「長い」ということに意味があって、もう一つの端が閉じていても開いていても、あるいは長くても短くても、そのような例や反例としては本質的に変わらないため、区別する必要が無いことも多いからである。
関連する空間として長い拡張半直線(extended long ray) L∗ は、長い閉半直線 L に最大元を追加して得られる L の一点コンパクト化である。同様にして長い拡張直線 (extended long line) は、長い直線に最大元と最小元を一つずつ追加して得られる空間として定義することができる。

## 性質
長い閉半直線 L = ω1 × [0,1) は、[0,1) を非可算個「繋ぎ合わせ」たものになっている。これは、任意の可算順序数 α に対して [0,1) の α 個の「繋ぎ合わせ」として得られる空間が、依然として [0,1) と同相かつ順序同型であること、および ω1 よりも多くの数の [0,1) を「繋ぎ合わせ」たものがもはや実数直線 R との局所同相にすらならないことと対照的である。
任意の L の元の増大列が L において収束することは次の事実からの帰結として得られる。
(1) ω1 の元は、いずれも可算順序数である。
(2) 可算順序数からなる可算族の上限はふたたび可算順序数となる。
(3) 実数の有界増大列は収束する。
このことから、狭義単調増大関数 L → R は存在しないこともわかる。
順序位相に関して、長い拡張半直線と長い直線は正規ハウスドルフ空間である。上述の長い空間はいずれも、実数直線よりも「長い」にもかかわらず、濃度はいずれも実数直線の濃度に等しい。また、これらの長い空間は何れも局所コンパクトであり、いずれも距離化不能である。距離化可能でないことは、長い半直線が点列コンパクトだが、コンパクトでないこと、あるいはリンデレフですらないことからわかる。
（非拡張の）長い直線と長い半直線はパラコンパクトではなく、また弧状連結、局所弧状連結かつ単連結だが可縮ではない。これらは一次元位相多様体（長い半直線の場合は境界付き位相多様体）である。また、第一可算公理は満たすが、第二可算公理を満たさず、可分ではない（したがって、多様体の定義に可分性を課しているような文献であれば、長い直線は多様体とは言えない）。
長い直線と長い半直線は、（非可分な）可微分多様体（半直線の場合は境界付き可微分多様体の構造を持つこともできる。しかし、一意に定まる位相構造の場合（位相的には、実数直線の何れかの端を「長く」するという方法しかない）と異なり、可微分構造は一意的でない。実は、任意の自然数 k に対して、長い（半）直線上の与えられた Ck-級構造が誘導するCk+1-級あるいは C∞-級構造は無数に存在する。これは k ≥ 1 ならばただちに Ck-級構造から C∞-級構造が一意に決定されるという通常の（つまり可分な）多様体の場合とは、強く対照をなす事実である。
上述の各種長い空間を一緒に考えることには意味がある。というのも、空でない、連結で、一次元の、必ずしも可分でない、（境界付き）位相多様体は、円周、閉区間、開区間（あるいは実数直線）、半開区間、長い閉半直線、長い開半直線、長い直線のいずれかに同相となるからである。
長い（半）直線には、実解析多様体（半直線の場合は境界付き実解析多様体）の構造さえ入れることができるが、それは可微分構造を入れる場合と比べてもより難しい。これは、一次元（可分）解析多様体の分類を用いる必要があるが、それが可微分多様体の分類と比べて困難なためである。また先の場合と同様、与えられた C∞-級構造を拡張する方法が無数に存在して、無数の相異なる Cω-級構造（つまり実解析的構造）を入れることができる。
長い（半）直線は、その位相（順序位相）を誘導するようなリーマン計量を持たない。なぜなら、リーマン多様体は連結なら（パラコンパクトの仮定なしでも）距離づけ可能なことが示せるからである。
長い拡張半直線 L∗ はコンパクトである。これは長い閉半直線Lの一点コンパクト化であるが、同時にストーン-チェックコンパクト化でもある（なぜならば、開または閉の長い半直線から実数直線への任意の連続関数はeventually constantとなるからである）。また、L∗ は、連結だが（「長すぎ」て、区間の連続像である線分で覆いきることはできないので）弧状連結でない。L∗ は多様体でなく、第一可算でもない。